# Amores que duelen
Amores que duelen es un programa de televisión español, producido por Verve Media Company España con la colaboración del Ministerio de Sanidad, Servicios Sociales e Igualdad para su emisión en Telecinco. El formato es presentado por Roberto Arce.
En 2017, el programa fue galardonado en los II Premios de Periodismo contra la Violencia de Género.

## Formato
Amores que duelen, adaptación del formato italiano Amore criminale, es un programa de género docu-factuals en el que se recrean casos reales de violencia machista que ya han sido superados. 
Gracias al análisis de la psicóloga experta en violencia de género Bárbara Zorrilla, de Victoria Trabazo (psicóloga forense y especialista en Psicología Clínica) y el testimonio de las propias víctimas y sus familiares, el formato pretende abrir un diálogo social y familiar en torno a la violencia de género, desvelar las principales claves para identificar los primeros indicios de violencia y manipulación y divulgar información práctica sobre cómo actuar ante el maltrato dando a conocer qué hacer y dónde acudir. 
'Amores que duelen': Telecinco se alía con el Gobierno para retratar el drama de las mujeres maltratadas

## Episodios y audiencias
| Temporada | Temporada | Episodios | Estreno                  | Final                   | Audiencia media | Audiencia media | Audiencia media |
| Temporada | Temporada | Episodios | Estreno                  | Final                   | Espectadores    | Cuota           |                 |
| --------- | --------- | --------- | ------------------------ | ----------------------- | --------------- | --------------- | --------------- |
|           | 1         | 8         | 16 de septiembre de 2014 | 26 de noviembre de 2014 | 930 0000        | 12,6%           |                 |
|           | 2         | 8         | 7 de octubre de 2015     | 9 de diciembre de 2015  | 887 000         | 12,1%           |                 |
|           | 3         | 8         | 30 de enero de 2017      | 27 de marzo de 2017     | 860 000         | 11,6%           |                 |
|           | 4         | 8         | 28 de noviembre de 2017  | 16 de enero de 2018     | 1 105 000       | 13,1%           |                 |
|           | 5         | 7         | 7 de noviembre de 2018   | 17 de diciembre de 2018 | 865 000         | 12,9%           |                 |
|           | 6         | 7         | 12 de marzo de 2019      | 30 de abril de 2019     | 561 000         | 7,8%            |                 |
|           | 7         |           | 2020                     |                         |                 |                 |                 |
| Total     | Total     | 32        |                          |                         |                 |                 |                 |

### Primera temporada: 2014
| N.º (serie) | N.º (temp.) | Título                     | Fecha de emisión         | Audiencia         |
| ----------- | ----------- | -------------------------- | ------------------------ | ----------------- |
| 1           | 1           | «La historia de Melanie»   | 16 de septiembre de 2014 | 1 108 000 (12,0%) |
| 2           | 2           | «La historia de Filomena»  | 24 de septiembre de 2014 | 972 000 (10,9%)   |
| 3           | 3           | «La historia de Toñi»      | 30 de septiembre de 2014 | 822 000 (10,0%)   |
| 4           | 4           | «La historia de Deborah»   | 7 de octubre de 2014     | 869 000 (11,5%)   |
| 5           | 5           | «La historia de Isabel»    | 14 de octubre de 2014    | 843 000 (12,2%)   |
| 6           | 6           | «La historia de Ana María» | 21 de octubre de 2014    | 1 115 000 (10,5%) |
| 7           | 7           | «La historia de Vanessa»   | 25 de noviembre de 2014  | 888 000 (19,9%)   |
| 8           | 8           | «La historia de Marina»    | 26 de noviembre de 2014  | 824 000 (13,8%)   |

### Segunda temporada: 2015
| N.º (serie) | N.º (temp.) | Título                      | Fecha de emisión        | Audiencia       |
| ----------- | ----------- | --------------------------- | ----------------------- | --------------- |
| 1           | 9           | «La historia de Pilar»      | 7 de octubre de 2015    | 994 000 (13,3%) |
| 2           | 10          | «La historia de Virginia»   | 14 de octubre de 2015   | 925 000 (14,0%) |
| 3           | 11          | «La historia de Mª Ángeles» | 21 de octubre de 2015   | 931 000 (13,2%) |
| 4           | 12          | «La historia de Karin»      | 28 de octubre de 2015   | 947 000 (12,9%) |
| 5           | 13          | «La historia de Miriam»     | 4 de noviembre de 2015  | 892 000 (13,3%) |
| 6           | 14          | «La historia de Ana»        | 25 de noviembre de 2015 | 793 000 (11,9%) |
| 7           | 15          | «La historia de María»      | 2 de diciembre de 2015  | 809 000 (9,7%)  |
| 8           | 16          | «La historia de Patricia»   | 9 de diciembre de 2015  | 803 000 (8,5%)  |

### Tercera temporada: 2017
| N.º (serie) | N.º (temp.) | Título                    | Fecha de emisión      | Audiencia         |
| ----------- | ----------- | ------------------------- | --------------------- | ----------------- |
| 1           | 17          | «La historia de Pilar»    | 30 de enero de 2017   | 589 000 (9,2%)    |
| 2           | 18          | «La historia de Macarena» | 6 de febrero de 2017  | 982 000 (13,1%)   |
| 3           | 19          | «La historia de Alba»     | 13 de febrero de 2017 | 1 153 000 (13,4%) |
| 4           | 20          | «La historia de Uranca»   | 20 de febrero de 2017 | 714 000 (13,3%)   |
| 5           | 21          | «La historia de Ana»      | 27 de febrero de 2017 | 699 000 (9,6%)    |
| 6           | 22          | «La historia de Teresa»   | 6 de marzo de 2017    | 938 000 (11,4%)   |
| 7           | 23          | «La historia de Sonia»    | 13 de febrero de 2017 | 914 000 (11,5%)   |
| 8           | 24          | «La historia de Begoña»   | 3 de marzo de 2017    | 891 000 (10,7%)   |

### Cuarta temporada: 2017 - 2018
| N.º (serie) | N.º (temp.) | Título                   | Fecha de emisión        | Audiencia         |
| ----------- | ----------- | ------------------------ | ----------------------- | ----------------- |
| 1           | 25          | «La historia de Inés»    | 28 de noviembre de 2017 | 1 394 000 (17,9%) |
| 2           | 26          | «La historia de Araceli» | 5 de diciembre de 2017  | 1 042 000 (10,7%) |
| 3           | 27          | «La historia de Mónica»  | 12 de diciembre de 2017 | 970 000 (12,3%)   |
| 4           | 28          | «La historia de Susana»  | 19 de diciembre de 2017 | 1 060 000 (14,7%) |
| 5           | 29          | «La historia de María»   | 26 de diciembre de 2017 | 1 259 000 (14,7%) |
| 6           | 30          | «La historia de Gemma»   | 2 de enero de 2018      | 953 000 (9,1%)    |
| 7           | 31          | «La historia de Sandra»  | 9 de enero de 2018      | 1 184 000 (13,3%) |
| 8           | 32          | «La historia de Alma»    | 16 de enero de 2018     | 974 000 (12,3%)   |

### Quinta temporada: 2018 - 2019
| N.º (serie) | N.º (temp.) | Título                      | Fecha de emisión        | Audiencia       |
| ----------- | ----------- | --------------------------- | ----------------------- | --------------- |
| 1           | 33          | «La historia de Estrella»   | 7 de noviembre de 2018  | 798 000 (11,1%) |
| 2           | 34          | «La historia de Rafaela»    | 14 de noviembre de 2018 | 746 000 (10,5%) |
| 3           | 35          | «La historia de Elena»      | 19 de noviembre de 2018 | 951 000 (14,7%) |
| 4           | 36          | «La historia de Ana»        | 26 de noviembre de 2018 | 904 000 (13,0%) |
| 5           | 37          | «La historia de Sandra»     | 3 de diciembre de 2018  | 905 000 (14,2%) |
| 6           | 38          | «La historia de María»      | 11 de diciembre de 2018 | 917 000 (13,7%) |
| 7           | 39          | «La historia de Mª Ángeles» | 17 de diciembre de 2018 | 835 000 (12,9%) |

### Sexta temporada: 2019
| N.º (serie) | N.º (temp.) | Título                           | Fecha de emisión    | Audiencia       |
| ----------- | ----------- | -------------------------------- | ------------------- | --------------- |
| 1           | 40          | «La historia de Silvia»          | 19 de marzo de 2019 | 616 000 (10,0%) |
| 2           | 41          | «La historia de Mª del Castillo» | 26 de marzo de 2019 | 674 000 (10,4%) |
| 3           | 42          | «La historia de Olga»            | 2 de abril de 2019  | 584 000 (8,0%)  |
| 4           | 43          | «La historia de Soledad»         | 9 de abril de 2019  | 544 000 (7,7%)  |
| 5           | 44          | «La historia de Natalia»         | 16 de abril de 2019 | 606 000 (8,7%)  |
| 6           | 45          | «La historia de Reyes»           | 23 de abril de 2019 | 437 000 (4,5%)  |
| 7           | 46          | «La historia de Marisol»         | 30 de abril de 2019 | 465 000 (5,2%)  |